# Liste der Kulturdenkmale in Tating
In der Liste der Kulturdenkmale in Tating sind alle Kulturdenkmale der schleswig-holsteinischen Gemeinde Tating (Kreis Nordfriesland) aufgelistet (Stand: 10. März 2025).

## Legende
In den Spalten befinden sich folgende Informationen:
- Objekt-ID: die Nummer des Kulturdenkmales
- Lage: die Adresse des Kulturdenkmales und die geographischen Koordinaten. Kartenansicht, um Koordinaten zu setzen. In der Kartenansicht sind Kulturdenkmale ohne Koordinaten mit einem roten Marker dargestellt und können in der Karte gesetzt werden. Kulturdenkmale ohne Bild sind mit einem blauen Marker gekennzeichnet, Kulturdenkmale mit Bild mit einem grünen Marker.
- Offizielle Bezeichnung: Bezeichnung des Kulturdenkmales
- Beschreibung: die Beschreibung des Kulturdenkmales
- Bild: ein Bild des Kulturdenkmales

## Sachgesamtheiten
| Objekt-ID      | Lage                                                                               | Offizielle Bezeichnung      | Beschreibung | Bild                             |
| -------------- | ---------------------------------------------------------------------------------- | --------------------------- | --- | -------------------------------- |
| 51312          | Dorfstraße 4 (54° 19′ 33″ N, 8° 42′ 31″ O)                                         | Haubarg                     | Haubarg; Ensemble bestehend aus Wohnhaus von 1861, eingeschossiger, breitgelagerter Backsteinbau mit Halbwalmdach und Mittelrisalit mit Zwerchhaus, und ehem. Haubarg, im Kern Ende 18. Jh., Sechs-Ständer-Vierkant aus Kiefernholz - Begründung: geschichtlich, wissenschaftlich, städtebaulich, Kulturlandschaft prägend - Schutzumfang: Wohnhaus mit Hausbäumen, ehem. Haubarg | BW                               |
| 40657 Wikidata | Dorfstraße, Rendsburger Weg (54° 19′ 30″ N, 8° 42′ 16″ O)                          | Kirche St. Magnus           | Aktualisierung vorgesehen - Begründung: geschichtlich, künstlerisch, städtebaulich, Kulturlandschaft prägend - Schutzumfang: Kirche St. Magnus mit Ausstattung, Kirchhof, Grabmale bis 1870, Gruft Rieve, Gruftanlagen, Kirchhofsmauer | weitere Fotos \| Fotos hochladen |
| 51349          | Süderdeich 8 (54° 18′ 57″ N, 8° 43′ 22″ O)                                         | Haubarg Blumenhof           | Haubarg Blumenhof; ab 1818 errichtet; reetgedeckter Vier-Ständer-Haubarg mit Backsteinmauern, Vorhüs nach Süden mit mittlerem Zwerchhaus, Achterhus nach Norden mit Spitzgiebeln über Boostür und Lootor; jüngere östliche Stallscheune über kurzen Verbindungstrakt an den Haubarg angeschlossen; Warft mit Garten, die zu vier Seiten von einer Graft umgeben ist; vor dem Vorhüs sechs Lindenbäume - Begründung: geschichtlich, wissenschaftlich, Kulturlandschaft prägend - Schutzumfang: Haubarg Blumenhof, Stallscheune, Warft mit Garten, Graft, Hausbäume | BW                               |
| 42250          | Wilhelminenkoog 2, 4, 6, Geo-Koordinate für Norderhof (54° 18′ 8″ N, 8° 43′ 27″ O) | Hofensemble Wilhelminenkoog | Hofensemble Wilhelminenkoog; vornehmlich 3. Viertel 19. Jh.; Gruppe von drei baugleichen Hofstellen, genannt Norderhof, Süderhof und Westerhof, mit eingeschossigen, traufständigen Backsteinwohnhäusern mit gotisierenden Mittelrisaliten, denen sich rückwärtig Gulfscheunen als Wirtschaftsgebäude anschlossen, beim Norderhof und Westerhof diese noch, teilweise verändert, erhalten - Begründung: geschichtlich, Kulturlandschaft prägend - Schutzumfang: Norderhof, Süderhof, Westerhof                                                                    | BW                               |

## Mehrheit von baulichen Anlagen
| Objekt-ID      | Lage                                                                | Offizielle Bezeichnung | Beschreibung | Bild |
| -------------- | ------------------------------------------------------------------- | ---------------------- | --- | ---- |
| 37198 Wikidata | Dorfstraße 33, 35, 37, 39, 41, 43, 45 (54° 19′ 29″ N, 8° 42′ 23″ O) | Tating, Dorfstraße     | Wohnhausgruppe auf der Südseite der Dorfstraße, Baureihe voneinander leicht abgesetzter Wohnhäuser, meist eingeschossige traufständige Halbwalmdachbau mit Backengiebeln, Fassaden Backsteinsichtig und verputzt, mit reduzierter Gliederung, zwischen 1800 und 1905 - Begründung: geschichtlich, städtebaulich - Schutzumfang: Wohnhäuser Dorfstraße 33, 35, 37, 39, 43, 45, Gasthof (Dorfstraße 41) | BW   |

## Bauliche Anlagen
| Objekt-ID      | Lage                                            | Offizielle Bezeichnung                 | Beschreibung | Bild                             |
| -------------- | ----------------------------------------------- | -------------------------------------- | --- | -------------------------------- |
| 42264          | Dorfstraße 4 (54° 19′ 39″ N, 8° 42′ 44″ O)      | Wohnhaus                               | Wohnhaus; 1861; eingeschossiger, breitgelagerter Backsteinbau mit Halbwalmdach und Mittelrisalit mit Zwerchhaus; Backsteinzierfriese, Segmentbogenfenster; Lindereihe als Hausbäume - Begründung: geschichtlich, städtebaulich, Kulturlandschaft prägend - Schutzumfang: Wohnhaus, Hausbäume - Denkmaltyp: Bauliche Anlage, Sachgesamtheit: Haubarg | BW                               |
| 51311          | Dorfstraße 4 (54° 19′ 39″ N, 8° 42′ 43″ O)      | ehem. Haubarg                          | ehem. Haubarg; im Kern wohl Ende 18. Jh.; Sechs-Ständer-Vierkant aus Kiefernholz - Begründung: geschichtlich, wissenschaftlich, städtebaulich, Kulturlandschaft prägend - Schutzumfang: gesamtes Objekt - Denkmaltyp: Bauliche Anlage, Sachgesamtheit: Haubarg | BW                               |
| 2277 Wikidata  | Dorfstraße 6 (54° 19′ 38″ N, 8° 42′ 40″ O)      | Hamkenshof: Haubarg                    | Alteintragung (Aktualisierung vorgesehen) - Begründung: Alteintragung (Aktualisierung vorgesehen) - Schutzumfang: Alteintragung (Aktualisierung vorgesehen) - Denkmaltyp: Bauliche Anlage | BW                               |
| 6728 Wikidata  | Dorfstraße 6 (54° 19′ 39″ N, 8° 42′ 38″ O)      | Hamkenshof: Stallscheune               | Alteintragung (Aktualisierung vorgesehen) - Begründung: Alteintragung (Aktualisierung vorgesehen) - Schutzumfang: Alteintragung (Aktualisierung vorgesehen) - Denkmaltyp: Bauliche Anlage | BW                               |
| 2279 Wikidata  | Dorfstraße 33 (54° 19′ 29″ N, 8° 42′ 25″ O)     | Wohnhaus                               | Wohnhaus, eingeschossiger Satteldachbau mit bezinntem Blendgiebel und Krüppelwalmdachquerhaus mit polygonalem Standerker, Ziegelfassade mit reduzierter Gliederung, bez. 1905 - Begründung: geschichtlich, städtebaulich - Schutzumfang: gesamtes Objekt - Denkmaltyp: Bauliche Anlage, Mehrheit von baulichen Anlagen: Dorfstraße Tating | BW                               |
| 37204 Wikidata | Dorfstraße 41 (54° 19′ 29″ N, 8° 42′ 23″ O)     | Gasthof                                | Gasthof, zweigeschossiger Flachsatteldachbau mit flachem Mittelrisalit und rückwärtigem Saalanbau, Risalit mit Giebeltürmchen, Haupthaus mit reduzierter Putzgliederung und Eckakroteren, Saal in Ziegelbauweise mit Pilastern und Eisenanakern, Saal mit Holzsäulen und Empore sowie bauzeitlichem Zubehör, Haupthaus Ende 19. Jh., Saalanbau um 1910 - Begründung: geschichtlich, städtebaulich - Schutzumfang: gesamtes Objekt - Denkmaltyp: Bauliche Anlage, Mehrheit von baulichen Anlagen: Dorfstraße Tating | BW                               |
| 37207 Wikidata | Dorfstraße 43 (54° 19′ 28″ N, 8° 42′ 22″ O)     | Wohnhaus                               | Wohnhaus, eingeschossiger traufständiger Halbwalmdachbau mit mittigem Giebelzwerchhaus und Giebeltürmchen, an der Rückseite Pultdachanbau, Backsteinfassade mit Eisenankern, verputzte Straßenfassade mit Eckquaderung, profilierter Fensterrahmung und Giebelquaderung, von 1865 - Begründung: geschichtlich, städtebaulich - Schutzumfang: gesamtes Objekt - Denkmaltyp: Bauliche Anlage, Mehrheit von baulichen Anlagen: Dorfstraße Tating                                                                      | BW                               |
| 634 Wikidata   | Dorfstraße 45 (54° 19′ 29″ N, 8° 42′ 20″ O)     | Wohnhaus                               | Das Haus wurde in der ersten Hälfte des 18. Jahrhunderts erbaut. Es ist ein Ziegelbau mit einem Halbwalmdach. Alteintragung (Aktualisierung vorgesehen) - Begründung: geschichtlich, städtebaulich - Schutzumfang: Alteintragung (Aktualisierung vorgesehen) - Denkmaltyp: Bauliche Anlage, Mehrheit von baulichen Anlagen: Dorfstraße Tating | BW                               |
| 2275 Wikidata  | Dorfstraße (54° 19′ 30″ N, 8° 42′ 16″ O)        | Kirche St. Magnus mit Ausstattung      | Die evangelische Kirche stammt aus der ersten Hälfte des 13. Jahrhunderts. Alteintragung (Aktualisierung vorgesehen) - Begründung: geschichtlich, künstlerisch, städtebaulich - Schutzumfang: gesamtes Objekt - Denkmaltyp: Bauliche Anlage, Sachgesamtheit: Kirche St. Magnus | weitere Fotos \| Fotos hochladen |
| 6522 Wikidata  | Düsternbrook 10 (54° 19′ 22″ N, 8° 42′ 9″ O)    | Schweizerhaus im Hochdorfer Garten     | Vor 1873 errichtetes Sommerhaus im Hochdorfer Garten. Ab 1995 saniert und inzwischen als Café in Betrieb. Alteintragung (Aktualisierung vorgesehen) - Begründung: geschichtlich - Schutzumfang: Alteintragung (Aktualisierung vorgesehen) - Denkmaltyp: Bauliche Anlage | weitere Fotos \| Fotos hochladen |
| 2278 Wikidata  | Esing 7 (54° 19′ 25″ N, 8° 40′ 41″ O)           | Vierkanthof Deichgrafenhof             | Alteintragung (Aktualisierung vorgesehen) - Begründung: Alteintragung (Aktualisierung vorgesehen) - Schutzumfang: Alteintragung (Aktualisierung vorgesehen) - Denkmaltyp: Bauliche Anlage | BW                               |
| 9716 Wikidata  | Esing 7 (54° 19′ 25″ N, 8° 40′ 40″ O)           | Deichgrafenhof: ehem. Stallgebäude     | Alteintragung (Aktualisierung vorgesehen) - Begründung: Alteintragung (Aktualisierung vorgesehen) - Schutzumfang: Alteintragung (Aktualisierung vorgesehen) - Denkmaltyp: Bauliche Anlage | BW                               |
| 2282           | Esing 12 (54° 19′ 32″ N, 8° 39′ 31″ O)          | Haubarg Haferacker                     | Haubarg Haferacker; 1851; reetgedeckter Vierständer-Haubarg mit Backsteinfassaden, Achterhus mit zwei Rundgiebeln im Westen, nach Osten L-förmig anschließendes Vörhus mit Zwerchhaus - Begründung: geschichtlich, Kulturlandschaft prägend - Schutzumfang: gesamtes Objekt - Denkmaltyp: Bauliche Anlage | BW                               |
| 2283 Wikidata  | Hauert 1 (54° 19′ 44″ N, 8° 42′ 18″ O)          | Uthländisches Haus                     | Uthländisches Haus, auf Anhöhe befindlicher eingeschossiger Walmdachbau mit Spitzgiebel, Ziegelfassade mit Eisenankern und Reetdach, von 1808; Garten mit Bauerngarten - Begründung: geschichtlich, städtebaulich - Schutzumfang: Uthländisches Haus, Außenanlage (Garten) - Denkmaltyp: Bauliche Anlage | BW                               |
| 9456 Wikidata  | Hochdorfer Garten (54° 19′ 24″ N, 8° 42′ 6″ O)  | Künstliche Ruine                       | Alteintragung (Aktualisierung vorgesehen) - Begründung: Alteintragung (Aktualisierung vorgesehen) - Schutzumfang: Alteintragung (Aktualisierung vorgesehen) - Denkmaltyp: Bauliche Anlage | Fotos hochladen                  |
| 2286 Wikidata  | Hochdorfer Weg 1 (54° 19′ 24″ N, 8° 42′ 0″ O)   | Haubarg Hochdorf                       | Haubarg Alteintragung (Aktualisierung vorgesehen) - Begründung: Alteintragung (Aktualisierung vorgesehen) - Schutzumfang: Alteintragung (Aktualisierung vorgesehen) - Denkmaltyp: Bauliche Anlage | Fotos hochladen                  |
| 2288           | Medehop 2 (54° 19′ 45″ N, 8° 44′ 7″ O)          | Uthländisches Haus                     | Uthländisches Haus; Mitte 19. Jh.; eingeschossiger Backsteinbau auf winkligem Grundriss unter reetgedecktem Halbwalmdach, Fassade mit Mauerankern, über dem Eingang der Nordseite Spitzgiebel, an der Südseite Utlucht - Begründung: geschichtlich, Kulturlandschaft prägend - Schutzumfang: gesamtes Objekt - Denkmaltyp: Bauliche Anlage | BW                               |
| 28035          | Medehop 11 (54° 20′ 36″ N, 8° 43′ 55″ O)        | Wohn- und Wirtschaftsgebäude           | Wohn- und Wirtschaftsgebäude; Ende 19. Jh.; Wohnhaus als eingeschossiger, geschlämmter Backsteinbau mit Satteldach und Zwerchhaus sowie große Stallscheune mit reetgedecktem Halbwalmdach und Lootor - Begründung: geschichtlich, Kulturlandschaft prägend - Schutzumfang: gesamtes Objekt - Denkmaltyp: Bauliche Anlage | BW                               |
| 2276 Wikidata  | Pastoratsweg 4 (54° 19′ 34″ N, 8° 42′ 8″ O)     | Pastoratshaubarg (Haubarg Klingenberg) | Das Pastorat wurde im Jahre 1801 erbaut. Es ist ein Ziegelbau mit Reetdach. Alteintragung (Aktualisierung vorgesehen) - Begründung: Alteintragung (Aktualisierung vorgesehen) - Schutzumfang: Alteintragung (Aktualisierung vorgesehen) - Denkmaltyp: Bauliche Anlage | BW                               |
| 41296          | Süderdeich 1 (54° 19′ 3″ N, 8° 44′ 3″ O)        | Haubarg                                | Haubarg; im Kern Mitte 18. Jh.; Haubarg mit Vierkant aus vier Kieferständern, Ostfront mit zwei Spitzgiebeln über Lootor und Boostür, ehemaliger Wohnteil nach Westen mit Spitzgiebel über dem südlichen Eingang - Begründung: geschichtlich, wissenschaftlich, Kulturlandschaft prägend - Schutzumfang: gesamtes Objekt - Denkmaltyp: Bauliche Anlage | BW                               |
| 2291 Wikidata  | Süderdeich 3 (54° 18′ 43″ N, 8° 43′ 44″ O)      | Kleiner Hamkenshaubarg                 | Alteintragung (Aktualisierung vorgesehen) - Begründung: Alteintragung (Aktualisierung vorgesehen) - Schutzumfang: Alteintragung (Aktualisierung vorgesehen) - Denkmaltyp: Bauliche Anlage | BW                               |
| 2218 Wikidata  | Süderdeich 8 (54° 18′ 57″ N, 8° 43′ 22″ O)      | Haubarg Blumenhof                      | Haubarg Blumenhof; 1818; reetgedeckter Vier-Ständer-Haubarg mit Backsteinmauern, Vorhüs nach Süden mit mittlerem Zwerchhaus, Achterhus nach Norden mit Spitzgiebeln über Boostür und Lootor - Begründung: geschichtlich, wissenschaftlich, Kulturlandschaft prägend - Schutzumfang: gesamtes Objekt - Denkmaltyp: Bauliche Anlage, Sachgesamtheit: Haubarg Blumenhof | BW                               |
| 27249 Wikidata | Süderdeich 8 (54° 18′ 57″ N, 8° 43′ 21″ O)      | Stallscheune                           | Stallscheune; wohl 1853; eingeschossiger Backsteinbau unter reetgedecktem Halbwalmdach, westlich kurzer Verbindungstrakt zum Haubarg - Begründung: geschichtlich, Kulturlandschaft prägend - Schutzumfang: gesamtes Objekt - Denkmaltyp: Bauliche Anlage, Sachgesamtheit: Haubarg Blumenhof | BW                               |
| 2292           | Wilhelminenkoog 2 (54° 18′ 8″ N, 8° 43′ 25″ O)  | Norderhof                              | Wohn- und Wirtschaftsgebäude, sog. Norderhof; 1867/1892/1923; eingeschossiges Wohnhaus mit Halbwalmdach, mittigem Zwerchhaus, Holzveranda und Wintergarten sowie rückwärtig anschließende Gulfscheune mit reetgedecktem Walmdach und rechtwinklig ansetzendem Walmdachanbau. - Begründung: geschichtlich, Kulturlandschaft prägend - Schutzumfang: gesamtes Objekt - Denkmaltyp: Bauliche Anlage, Sachgesamtheit: Hofensemble Wilhelminenkoog                                                                      | BW                               |
| 2293           | Wilhelminenkoog 4 (54° 17′ 49″ N, 8° 43′ 43″ O) | Süderhof                               | Wohn- und Wirtschaftsgebäude, sog. Süderhof; 1856; eingeschossiger Backsteinbau mit Halbwalmdach und Mittelrisalit mit Eingangsloggia und reich verziertem Blendgiebel, rückwärtig anschließende Gulfscheune - Begründung: geschichtlich, Kulturlandschaft prägend - Schutzumfang: gesamtes Objekt - Denkmaltyp: Bauliche Anlage, Sachgesamtheit: Hofensemble Wilhelminenkoog | BW                               |
| 2294           | Wilhelminenkoog 6 (54° 17′ 51″ N, 8° 42′ 54″ O) | Westerhof                              | Wohnhaus des sog. Westerhofs; 1853; eingeschossiger Backsteinbau unter Halbwalmdach mit zweigeschossigem Mittelrisalit mit prächtigen, in Putz abgesetzten Loggien - Begründung: geschichtlich, Kulturlandschaft prägend - Schutzumfang: gesamtes Objekt - Denkmaltyp: Bauliche Anlage, Sachgesamtheit: Hofensemble Wilhelminenkoog | BW                               |

## Gründenkmale
| Objekt-ID      | Lage                                           | Offizielle Bezeichnung                                   | Beschreibung | Bild                             |
| -------------- | ---------------------------------------------- | -------------------------------------------------------- | --- | -------------------------------- |
| 10793 Wikidata | Dorfstraße 6 (54° 19′ 37″ N, 8° 42′ 39″ O)     | Hamkenshof: Park                                         | Alteintragung (Aktualisierung vorgesehen) - Begründung: geschichtlich, Kulturlandschaft prägend - Schutzumfang: Hamkenshof: Park, Fischteiche - Denkmaltyp: Gründenkmal | BW                               |
| 2287 Wikidata  | Hochdorfer Garten (54° 19′ 23″ N, 8° 42′ 4″ O) | Ehemaliger Barockgarten mit landschaftlicher Erweiterung | Alteintragung (Aktualisierung vorgesehen) - Begründung: geschichtlich - Schutzumfang: ehem. Barockgarten mit landschaftlicher Erweiterung, Brücke über die Graft, Lindenhain, Nördliche Allee, Südliche Allee, Graft im barocken Teil, Teich im landschaftlichen Teil - Denkmaltyp: Gründenkmal | weitere Fotos \| Fotos hochladen |
| 19563 Wikidata | Rendsburger Weg (54° 19′ 31″ N, 8° 42′ 15″ O)  | Kirchhof                                                 | Alteintragung (Aktualisierung vorgesehen) - Begründung: geschichtlich, Kulturlandschaft prägend - Schutzumfang: Kirchhof, Grabmale bis 1870, Gruft Rieve, Gruftanlagen, Kirchhofsmauer - Denkmaltyp: Gründenkmal, Sachgesamtheit: Kirche St. Magnus                                             | BW                               |

## Quelle
- Liste der Kulturdenkmale in Schleswig-Holstein – Kreis Nordfriesland (PDF)

- Karte mit allen Koordinaten:
- OSM |
- WikiMap